# Kuhmo
Kuhmo es un municipio y una localidad finesa localizada en la región de Kainuu. En 2004, tenía una población de 10.449 habitantes y un área 5.457,58 km² de los que 636,65 km² son agua (densidad de población: 2,2 habitantes por km²). El municipio es unilingüe en finés y está a 120 km de la frontera con Rusia.

## Historia
A principios del siglo XVII, la gente de Kuhmo formaba parte de los pueblos de Kajaani y Oulujärvi. Kuhmo se convirtió en municipio en 1865 tomando el nombre de Kuhmoniemi hasta que en 1937 se acortó en Kuhmo, y en 1986 consiguió el título de ciudad. 
En el siglo XIX, la producción de alquitrán era esencial en la economía de Kuhmo. En el año 1900, la producción de alquitrán fue la más elevada en Finlandia con 1,6 millones de litros. 
La Guerra de Invierno fue un hecho muy importante en Kuhmo. En ella, la ciudad fue bombardeada 48 veces y hubo batallas a solo diez kilómetros del centro de la ciudad. Tras la guerra, Kuhmo mantuvo su frontera oriental sin cambios de acuerdo con el Tratado de Moscú de 1940, frontera que se ha mantenido más de 400 años desde el Tratado de Paz de Täyssinä en 1595.

## Cultura
El chelista Seppo Kimanen y un grupo de amigos fundaron el conocido Festival Anual de Música de Cámara de Kuhmo en 1970. En 2006, se publicó un libro en inglés y francés sobre este evento: "Listen, there's music from the forest: a short presentation of the Kuhmo Chamber Music Festival", Jean-Jacques Subrenat, ISBN 978-952-92-0564-6.

## Lugares importantes
- Centro Artístico de Kuhmo
- Pueblo de Kalevala
- Juminkeko – Centro de información cultural deKalevala y Karelian.